# New Mexico School for the Deaf Hospital
Le New Mexico School for the Deaf Hospital est un hôpital américain à Santa Fe, dans le comté de Santa Fe, au Nouveau-Mexique. Construit dans le style Pueblo Revival en 1937, ce bâtiment de la New Mexico School for the Deaf est inscrit au Registre national des lieux historiques depuis le 22 septembre 1988.